# Gilgel Abay
Gilgel Abay ("Lilla Nilen") är ett vattendrag i Etiopien, ett tillflöde till Tanasjön. Det rinner genom den nordvästra delen av landet, 400 km nordväst om huvudstaden Addis Abeba.